# BXL (radio)
Pour les articles homonymes, voir BXL.
BXL est une station de radio bruxelloise faisant partie de RTL Group, qui commença à émettre en 2004 pour finalement s'arrêter en 2007, faute d'audience suffisante. Elle fusionne alors avec Contact 2 pour donner naissance à Mint.

## Historique
BXL fut lancée le 27 septembre 2004, dans le but affiché de récupérer la place laissée vacante par Radio Bruxelles Capitale, qui s'était muée en VivaCité le 29 février 2004.
Le format musical pop-rock ainsi que les jingles de la radio étaient calqués sur ceux de la station française RTL2.
Malgré des partenariats avec le journal Le Soir et la télévision régionale Télé Bruxelles, l'audience de BXL restera limitée. On comptera 20 000 auditeurs par jour moyen pour une part de marché de 0,2 % en Communauté française.
Les émissions animées prennent fin le 12 janvier 2007, laissant la place à une programmation musicale durant 12 jours, avant la fusion entre BXL & Contact 2 qui a donné naissance à Mint le 25 janvier 2007.